# Stanisław Majerczak
Stanisław Majerczak (ur. 3 lipca 1954 w Krościenku) – polski kajakarz górski, medalista mistrzostw świata.

## Kariera sportowa
Był zawodnikiem Sokolicy Krościenko, gdzie jego trenerem był Bronisław Waruś.
Jego największymi sukcesami w karierze były dwa srebrne medale w konkurencji K-1 x 3 w 1973 i 1975 (w obu startach z Wojciechem Gawrońskim i Jerzym Stanuchem).
Był mistrzem Polski w konkurencji K-1 x 3 w 1976.